# Leptotarsus penitus
Leptotarsus penitus är en tvåvingeart som först beskrevs av Alexander 1944.  Leptotarsus penitus ingår i släktet Leptotarsus och familjen storharkrankar. Inga underarter finns listade i Catalogue of Life.